# Posada de Maravillas
Juan Luis Ambel Barranco conocido artísticamente  como Posada de Maravillas (Badajoz; 25 de febrero de 1994) es un torero español.

## Biografía
Posada de Maravillas nació el 25 de febrero de 1994 en Badajoz. Maravillas por su madre, y Posada por el apellido dinástico, forma parte de la quinta generación de toreros que se remonta en los años 1880. Todo comenzó con Francisco De Posada, Caballero en plaza (actualmente Rejoneador). Francisco tuvo 8 hijos, de los cuales 5 fueron toreros. Los Matadores de Toros Faustino Posadas, que falleció por una cornada mortal en Sanlúcar de Barrameda por un toro de Miura. Curro Posada, compañero de terna de Juan Belmonte. Antonio Posada torero de mucha relevancia y finalmente asesor de Las Ventas. El novillero José Posada, que murió muy joven por Tuberculosis. Y el banderillero Rafael Posada, sus últimos años presidió la Plaza de toros de Sevilla. Una de las hermanas, Rocío, madre de Juan Barranco Posada, matador de toros y Periodista, lideró el escalafón en los años 1950-1952, y fue uno de los iconos del periodismo taurino. Su hijo Antonio Barranco Posada, matador de toros finales años 80. Ambel Posada quinto matador de toros de esta dinastía, hermano de Posada De Maravillas.
En ese ambiente taurino familiar creció y se desarrolló como un gran aficionado. Tras varios años acompañando a su hermano a los tentaderos y Corrida de toros, decide inscribirse en la escuela taurina de Badajoz.
Torero de acusada personalidad y distinción en la plaza como lo demuestra en sus sucesivas actuaciones y a su vez muy polémico fuera de ella defendiendo el colectivo LGBT y los miembros que lo forman.

## Carrera profesional

### Inicio
En el verano de 2008 comenzó a formar parte en la escuela taurina de Badajoz.
En febrero de 2009, mata su primer becerro en la finca de El Juli,
Debuta en público el 28 de septiembre de 2009, en Cabeza del Buey, cortando 4 orejas e iniciando así una carrera de grandes éxitos.
Se forjó como novillero sin caballos actuando en diversos pueblos de la provincia de Badajoz.
El 30 de septiembre de 2011 indultó un novillo de la ganadería de El Freixo en Zafra.
El 19 de julio de 2012 hace su presentación en las novilladas nocturnas de la Plaza de toros de Sevilla, estando acartelado junto con Jesús Álvarez y Juan de Castilla.

### Novillero con picadores

#### Temporada 2013
Actuó en 22 festejos de los cuales cabe destacar:
Debutó con caballos el 3 de marzo de 2013 en Olivenza, donde cortó dos orejas en el primer novillo y dos orejas y rabo simbólicos al segundo al indultarse, estado acartelado junto a Miguel Ángel Silva, José Garrido y Lama de Góngora, con novillos de El Freixo.
Después del éxito en su debut, la empresa de la Plaza de toros de Valencia incluye dos novillos en la Feria de Fallas, siendo un hecho insólito. Durante la lidia de su primer novillo, recibió una cornada por asta de toro de 15 cm destrozando el músculo sóleo de la pierna izquierda, que le impidió continuar la tarde.
El 5 de julio hace su presentación en la Feria del Toro de Pamplona, cortando dos orejas a su segundo novillo de El Parralejo.
Tras ese éxito, actuó en la mayoría de las ferias de la península.

#### Temporada 2014
Comenzó la temporada en la feria taurina de Olivenza.
Se presentó en la plaza de toros de las Ventas de Madrid el 19 de mayo de 2014 con toros de la ganadería brava de El Montecillo, estando acartelado junto a Francisco José Espada y Lama de Góngora.
El 5 de julio vuelve a San Fermín, resultando herido en la mano derecha, causando sección en 4 tendones, nervio y arteria cubital.
Esta lesión provoca la suspensión de todos los contratos que tenía previstos.

#### Temporada 2015
Tras una segunda intervención a cargo del doctor Paco Piñal, consiguió reaparecer en Olivenza, cortando dos orejas.
El 10 de mayo actuó en la Maestranza cortando una oreja a un novillo de Javier Molina, compartiendo cartel con Gonzalo Caballero y Tomás Angulo.
El 18 de mayo volvió a Las Ventas cortando una oreja,  siendo triunfador de la Feria de San Isidro, acartelado junto a Clemente y Roca Rey.
El 16 de agosto triunfó en la plaza de toros de Béziers cortando dos orejas,  fue declarado triunfador de la feria.
El 24 de agosto cortó una oreja en feria de Bilbao, compartiendo cartel con Varea y Roca Rey.
Tras lidiar varios festejos durante el verano, tomó la alternativa el 3 de octubre de 2015 en Plaza de toros de Zafra con toros de Zalduendo, fue su padrino Morante de la Puebla y el testigo a Alejandro Talavante.

Momento de la alternativa en Zafra, con Morante de la Puebla de padrino y Alejandro Talavante de testigo

#### Temporada 2016
Se estrenó como matador de toros en la Feria de Cali el 27 de diciembre de 2015, compartiendo cartel junto con El Fandi y Roca Rey.
El 5 de febrero de 2016 actuó en la plaza de toros de Medellín con toros de Rincón Santo compartiendo cartel con Manuel Escribano y Guerrita Chico.
Corfirmó la alternativa en Las Ventas el 15 de mayo de 2016 con toros de Juan Pedro Domecq, teniendo de padrino a Alejandro Talavante y de testigo a Andrés Roca Rey.
El 1 de octubre actúa en la plaza de toros de Las Rozas de Madrid cortando dos orejas a una corrida de Torrestrella y compartiendo cartel junto a Saúl Jiménez Fortes y Juan del Álamo.

## Premios
En 2015 fue declarado mejor novillero de la feria de San Isidro.

## Estadísticas

### Novillero con picadores
| Año  | Festejos | Reses lidiadas | Orejas | Rabos | Indultos |
| ---- | -------- | -------------- | ------ | ----- | -------- |
| 2013 | 22       | 43             | 34     | 1     | 1        |
| 2014 | 11       | 21             | 7      | 0     | 0        |
| 2015 | 21       | 42             | 28     | 0     | 0        |

### Matador de toros
| Año  | Festejos | Reses lidiadas | Orejas | Rabos | Indultos |
| ---- | -------- | -------------- | ------ | ----- | -------- |
| 2015 | 2        | 4              | 3      | 0     | 0        |
| 2016 | 5        | 10             | 3      | 0     | 0        |
| 2017 | 2        | 4              | 3      | 0     | 0        |
| 2018 | 1        | 2              | 2      | 0     | 0        |